# Wassyl Durdynez

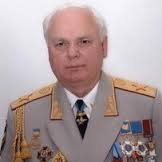
Wassyl Durdynez (1999)

Wassyl Wassyljowytsch Durdynez (ukrainisch Василь Васильович Дурдинець, wiss. Transliteration Vasyl' Vasyl'ovyč Durdynec'; * 27. September 1937 in Romotschewyzja, Transkarpatien) war von 19. Juni 1997 bis 16. Juli 1997 kommissarischer Ministerpräsident in der Ukraine.
Wassyl Durdynez wurde als Sohn eines armen Bauern geboren. Nach der Schule studierte er bis zum Abschluss 1960 an der Staatlichen Iwan-Franko-Universität in Lemberg. Von 1958 bis 1978 arbeitete er im Komsomol und Organen der Kommunistischen Partei in Lemberg, Moskau und Kiew. 
1978 wurde Durdynez ein Stellvertreter und 1982 erster Stellvertreter des ukrainischen Innenministers. Diesen Posten hatte er bis Februar 1991 inne. 
Von März 1990 bis April 1994 war er Abgeordneter der Werchowna Rada, des ukrainischen Parlaments. Am 29. Januar 1992 wurde er zum ersten Stellvertreter des Parlamentspräsidenten gewählt. Im Juli 1995 wurde er Mitglied des Kabinetts und stellvertretender Ministerpräsident. Am 18. Juni 1996 wurde er zum ersten Stellvertreter des Ministerpräsidenten ernannt und am 14. Februar 1997 zum Vorsitzenden des Koordinationskomitees für den Kampf gegen Korruption und organisiertes Verbrechen beim Staatspräsidenten der Ukraine. Ab 22. März 1997 war er Minister für Katastrophenschutz und den Schutz der Bevölkerung vor den Spätfolgen der Reaktorkatastrophe von Tschernobyl.